# Donald S. McClure
Donald Stuart McClure (* 27. August 1920 in Yonkers; † 17. November 2017 in Plainsboro Township) war ein US-amerikanischer Physikochemiker.

## Leben
Donald S. McClure schloss 1938 die High School in Yonkers ab. Er machte 1942 seinen Bachelor in Chemie an der University of Minnesota und 1948 den Ph.D. an der University of California, Berkeley. Anschließend war er bis 1955 an der Universität tätig. Die Universität verließ er, um für die RCA Laboratories in Princeton zu arbeiten. 1962 wurde er Professor für Chemie an der University of Chicago, von 1967 bis zu seiner Emeritierung im Jahr 1991 war er schließlich Professor für Chemie an der Princeton University.
McClure widmete sich der Physikalischen Anorganischen Chemie. Sein Forschungsschwerpunkt lag im Bereich der Molekülspektroskopie und der Physik der kondensierten Materie. Seine Entdeckungen waren Grundlage für die Entwicklung von OLED-Bildschirmen. Er veröffentlichte über 130 Beiträge in wissenschaftlichen Zeitschriften und verfasste Beiträge für mehrere Bücher. Donald McClure erhielt mehrere Auszeichnungen und Ehrungen; er wurde 1982 in die National Academy of Sciences gewählt, war Mitglied der American Academy of Arts and Sciences und der American Physical Society und erhielt 1979 den Irving Langmuir Award. Außerdem erhielt er Humboldt- und Guggenheim-Forschungsstipendien und war Teil der Redaktion des Journal of Luminescence. Er war verheiratet und hatte drei Kinder.

## Werke
- Donald S. McClure: Electronic Spectra of Molecules and Ions in Crystals. ISBN 978-0-12-608474-0.